# Phosphoglycérate mutase
Ne doit pas être confondu avec bisphosphoglycérate mutase.
La phosphoglycérate mutase (PGM) est une isomérase qui catalyse la réaction :
3-phosphoglycérate  {\displaystyle \rightleftharpoons }  2-phosphoglycérate.
Cette enzyme intervient à la 8e étape de la glycolyse en catalysant le transfert d'un groupe phosphate de l'atome de carbone C-3 vers l'atome C-2 d'une molécule de 3-phospho-D-glycérate (3PG) pour la convertir en 2-phospho-D-glycérate (2PG).

## Isoformes dépendante et indépendante du 2,3-bisphosphoglycérate
Il existe deux isoformes de phosphoglycérate mutase, dont le mécanisme réactionnel est opposé :
- la phosphoglycérate mutase 2,3-bisphosphoglycérate-dépendante (EC 5.4.2.11), présente notamment parmi les vertébrés, les platyhelminthes, les mollusques, les annélides, les crustacés, les insectes, les algues, les mycètes, les levures et certaines bactéries (particulièrement à Gram négatif), est activée par phosphorylation d'un résidu d'histidine à partir du 2,3-bisphosphoglycérate ; ce phosphate est cédé au 3PG pour former le 2,3-BPG, qui cède son autre phosphate à l'enzyme pour donner le 2PG :

|     | + enzyme-phosphate {\displaystyle \rightleftharpoons } |         | + enzyme {\displaystyle \rightleftharpoons } enzyme-phosphate + |     |
| 3PG | + enzyme-phosphate {\displaystyle \rightleftharpoons } | 2,3-BPG | + enzyme {\displaystyle \rightleftharpoons } enzyme-phosphate + | 2PG |

- la phosphoglycérate mutase 2,3-bisphosphoglycérate-indépendante (EC 5.4.2.12), présente notamment parmi les trachéophytes (plantes vasculaires), les algues, les mycètes, les nématodes, les éponges, les radiaires, les myriapodes, les arachnides, les échinodermes, les archées et certaines bactéries (particulièrement à Gram positif)[4], possède une activité maximum en l'absence de 2,3-bisphosphoglycérate ; elle utilise comme cofacteurs deux cations de manganèse Mn2+ ou, chez certaines espèces, deux cations de cobalt Co2+, qui participent au transfert du groupe phosphate du 3PG sur un résidu de sérine de l'enzyme, qui rend ce phosphate au substrat pour donner du 2PG[3] :

|     | + enzyme {\displaystyle \rightleftharpoons } enzyme-phosphate + |           | {\displaystyle \rightleftharpoons } enzyme + |     |
| 3PG | + enzyme {\displaystyle \rightleftharpoons } enzyme-phosphate + | Glycérate | {\displaystyle \rightleftharpoons } enzyme + | 2PG |

## Réactions catalysées
Une phosphoglycérate mutase est capable de catalyser trois réactions différentes :
- une réaction de type mutase consistant en l'interconversion du 3-phosphoglycérate en 2-phosphoglycérate[5],[6] ;
- une réaction de type phosphatase convertissant le 2,3-bisphosphoglycérate en phosphoglycérate[7],[8] ;
- une activité synthase convertissant le 2,3-bisphosphoglycérate en 1,3-bisphosphoglycérate de manière semblable à la bisphosphoglycérate mutase. Des études cinétiques et structurelles ont montré que la phosphoglycérate mutase et la bisphosphoglycérate mutase sont paralogues[7]. Ces deux enzymes appartiennent à la même superfamille que le domaine phosphatase de la phosphofructokinase-2 et de la phosphatase acide prostatique (en)[9].

## Mécanisme de la phosphoglycérate mutase 2,3-bisphosphoglycérate-dépendante

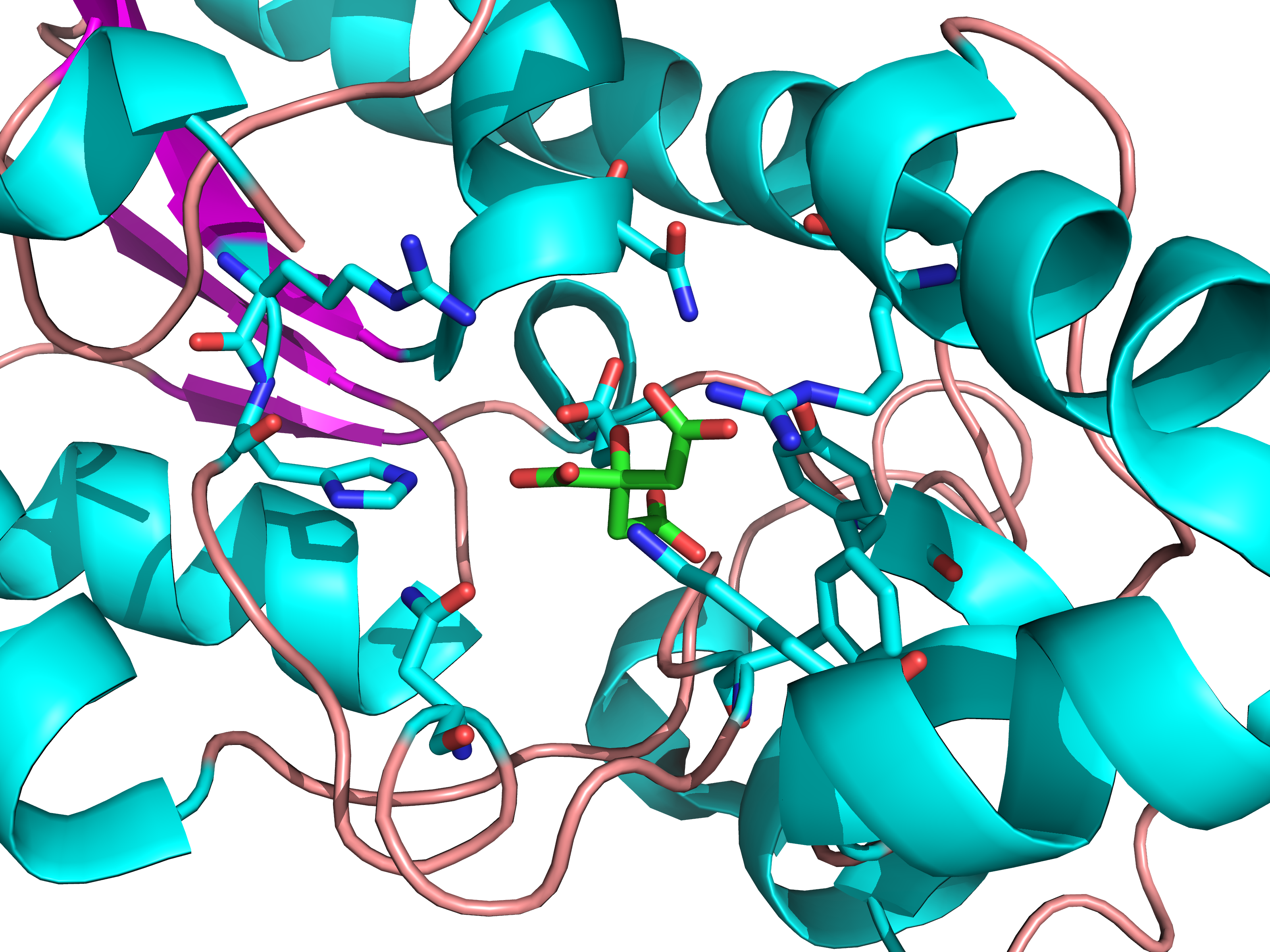
représentation du Mécanisme de la phosphoglycérate mutase 2,3-bisphosphoglycérate-dépendante

L'activité mutase implique deux groupes phosphate distincts, de sorte que le groupe phosphate du carbone C-2 du produit de la réaction n'est pas le même que celui du carbone C-3 du substrat. Le site actif de l'enzyme à l'état initial contient un résidu de phosphohistidine issu de la phosphorylation d'un résidu d'histidine. Lorsque le 3-phosphoglycérate entre dans le site actif, la phosphohistidine est positionnée de façon à faciliter le transfert de son groupe phosphate au C-2 du substrat pour former l'intermédiaire 2,3-bisphosphoglycérate. La déphosphorylation du résidu de phosphohistidine déclenche une modification conformationnelle de l'enzyme qui place le groupe phosphate en C-3 en face du résidu d'histidine déphosphorylé : ce dernier est rephosphorylé, ce qui convertir le 2,3-bisphosphoglycérate en 2-phosphoglycérate, tandis que l'enzyme retrouve sa conformation initiale, qui libère le substrat.